# Aglaia teysmanniana
Aglaia teysmanniana là một loài thực vật]] thuộc họ Meliaceae. Loài này có ở Trung Quốc, Indonesia, Malaysia, Philippines, Thái Lan, và có thể cả Papua New Guinea.